# Телязька сільська рада
Телязька сільська рада — колишній орган місцевого самоврядування у Сокальському районі Львівської області. Адміністративний центр ради — село Теляж.

## Загальні відомості
Водоймища на території, підпорядкованій даній раді: річка Західний Буг.

## Населені пункти
Сільській раді підпорядковані населені пункти:
- с. Теляж
- с. Трудолюбівка
- с. Ульвівок

## Склад ради
Рада складається з 18 депутатів та голови.

### Керівний склад попередніх скликань
| ПІБ                            | Основні відомості                                                                            | Дата обрання | Дата звільнення |
| ------------------------------ | -------------------------------------------------------------------------------------------- | ------------ | --------------- |
| Кравченко Ярослав Валентинович | Сільський голова, 1968 р.н., освіта, член Народного Руху України                             | 26.03.2006   | 31.10.2010      |
| Кравченко Ярослав Валентинович | Сільський голова, 1968 р.н., освіта середня спеціальна, безпартійний                         | 31.10.2010   | 02.11.2012      |
| Гібляк Надія Григорівна        | Сільський голова, 1961 р.н., освіта середня загальна, Всеукраїнське об'єднання «Батьківщина» | 02.06.2013   |                 |

Примітка: таблиця складена за даними джерела